# لوريس كامبانا
لوريس كامبانا (بالإيطالية: Loris Campana)‏ مواليد 3 أغسطس 1926 في إيطاليا - الوفاة 3 سبتمبر 2015، كان دراج إيطالي. سبق أن شارك في دورة الألعاب الأولمبية الصيفية وفاز بميدالية أولمبية.

## الميداليات
| الميدالية | المسابقة                       |
| --------- | ------------------------------ |
| ذهبية     | الألعاب الأولمبية الصيفية 1952 |

## روابط خارجية
- لوريس كامبانا على موقع أرشيف الدراجات (الإنجليزية)
- لوريس كامبانا على موقع CycleBase (الإنجليزية)
- لوريس كامبانا على موقع أوليمبيديا (الإنجليزية)
- لوريس كامبانا على موقع اللجنة الأولمبية الإيطالية (الإيطالية)